# Римберт
Римберт, иногда также Ремберт (нем. Rimbert; фр. Rembert; лат. Rimbertus; умер 11 июня 888, Бремен) — архиепископ Гамбург-Бременский (865—888), агиограф, святой неразделенной церкви.

## Биография
Римберт родился и вырос во Фландрии, в окрестностях монастыря Торхаут (лат. Thurholt, нидерл. Torhout). В то время (в 832−843 годы) этот монастырь относился к ведению Гамбургского архиепископства, но в 843 году, вследствие раздела Франкской империи по Верденскому договору, он отошел к Западно-Франкскому королевству и выпал из-под власти Гамбургского архиепископства. Посещавший Торхаут святой Ансгар заметил мальчика и уговорил родителей Римберта отдать его учиться в монастырскую школу в Торхауте, чтобы Римберт сделался клириком.
После обучения в монастырской школе Римберт стал помощником и близким другом Ансгара, вероятно, путешествовал вместе со своим учителем в Швецию на проповедь Евангелия, был посвящён в диаконы. После смерти святого Ансгара 3 февраля 865 года Римберт, по завету Ансгара, был избран вторым гамбург-бременским архиепископом. Летом 865 года рукоположен в епископы, в декабре 865 г. получил от папы Николая I архиепископский паллий. Также после избрания архиепископом вступил в качестве монаха в монастырь Корвей. Управлял епархией вплоть до своей смерти в 888 году. Был автором жития своего предшественника на кафедре — святого Ансгара. Известны также два адресованные Римберту письма: «О пёсьеголовых людях» и «О браках между родственниками».

## «Житие святого Ансгара»
Святой Римберт более всего известен в качестве автора «Жития святого Ансгара», которое он написал вместе с ещё одним, не названным по имени, учеником Ансгара. Экземпляр этого сочинения был послан из Гамбурга в монастырь Корби (Старая Корбея), монахом которого являлся святой Ансгар. Именно оттуда и происходит одна из рукописей «Жития святого Ансгара».